# مضاض أوروبي
المُضاض الأوروبي أو عرقية الراهب أو مضاض مبذول 
أوأوفونيموس (باللاتينية: Euonymus europaeus) نوع نباتي يتبع جنس المُضاض من الفصيلة الحرابية (باللاتينية: Celastraceae).
ينتشر في أوروبا وتركيا وإيران والقوقاز.

## الوصف النباتي
النبات شجري ارتفاعه من 3 إلى 6 أمتار. الثمار سامة.

## معرض صور

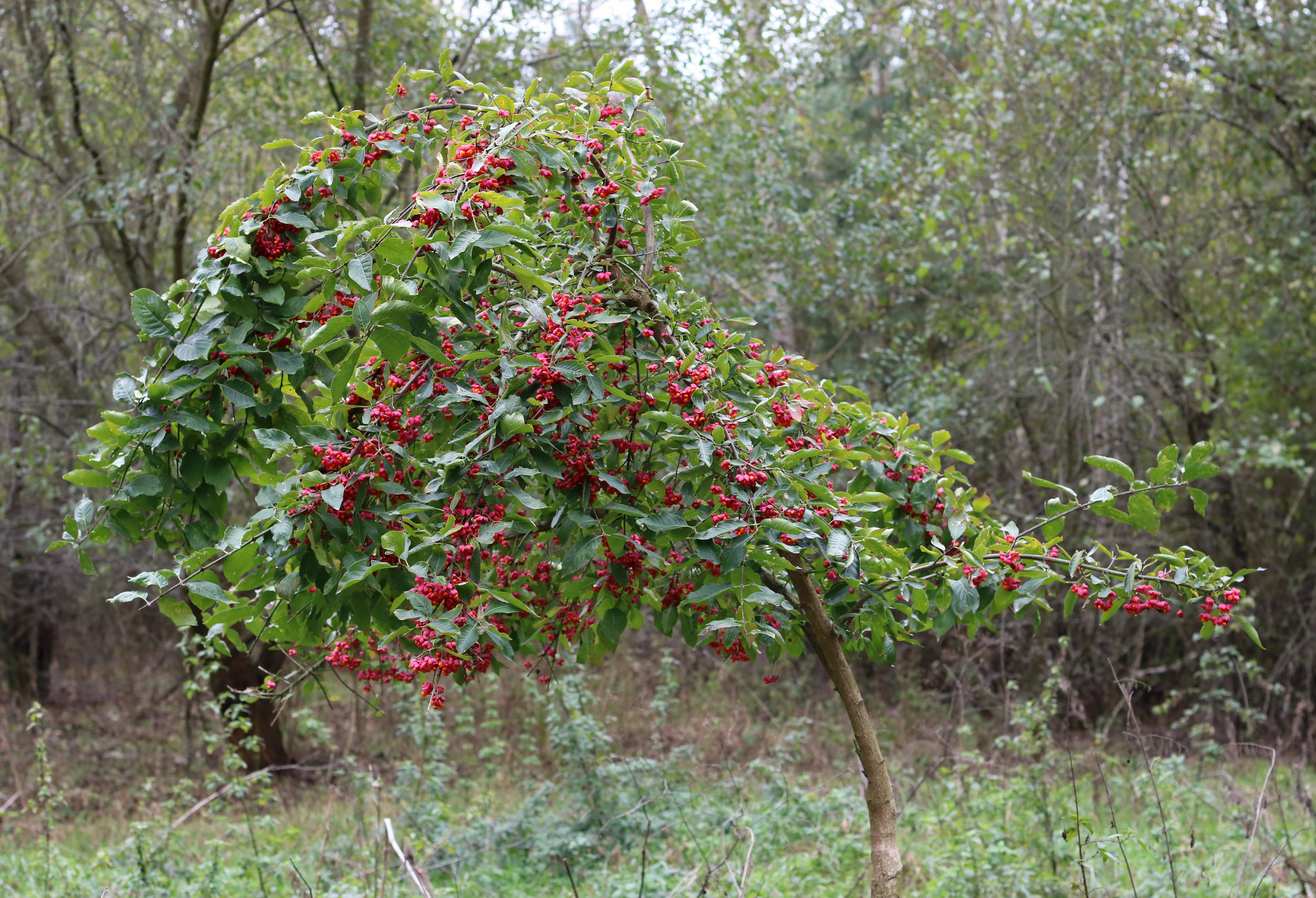
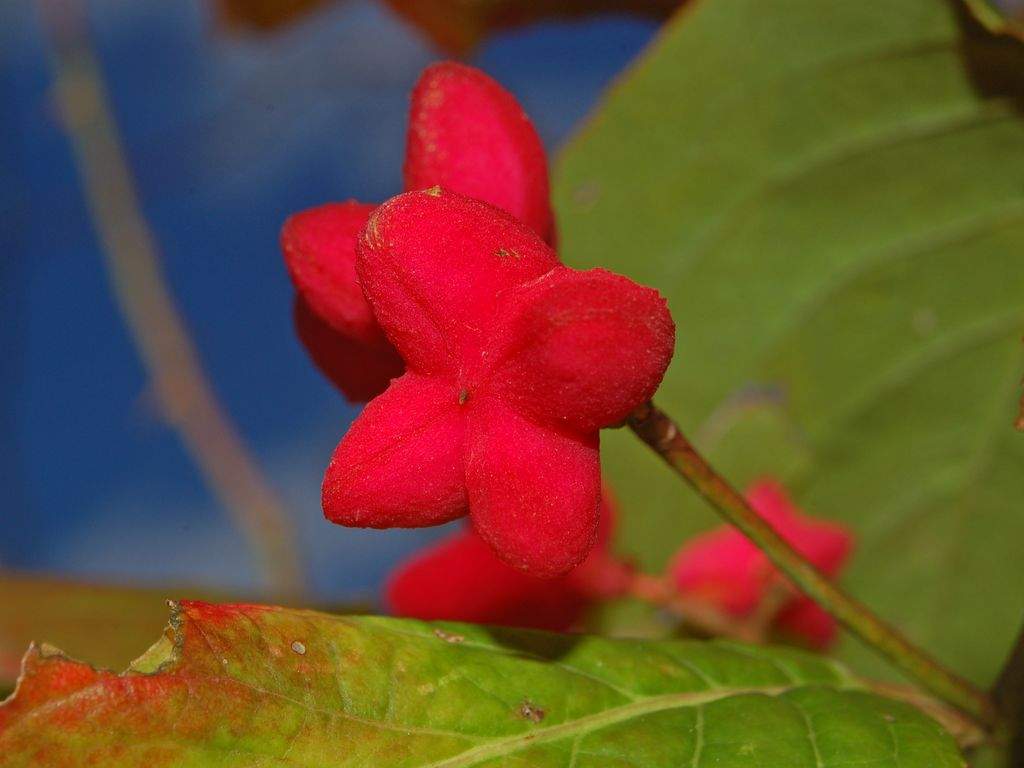
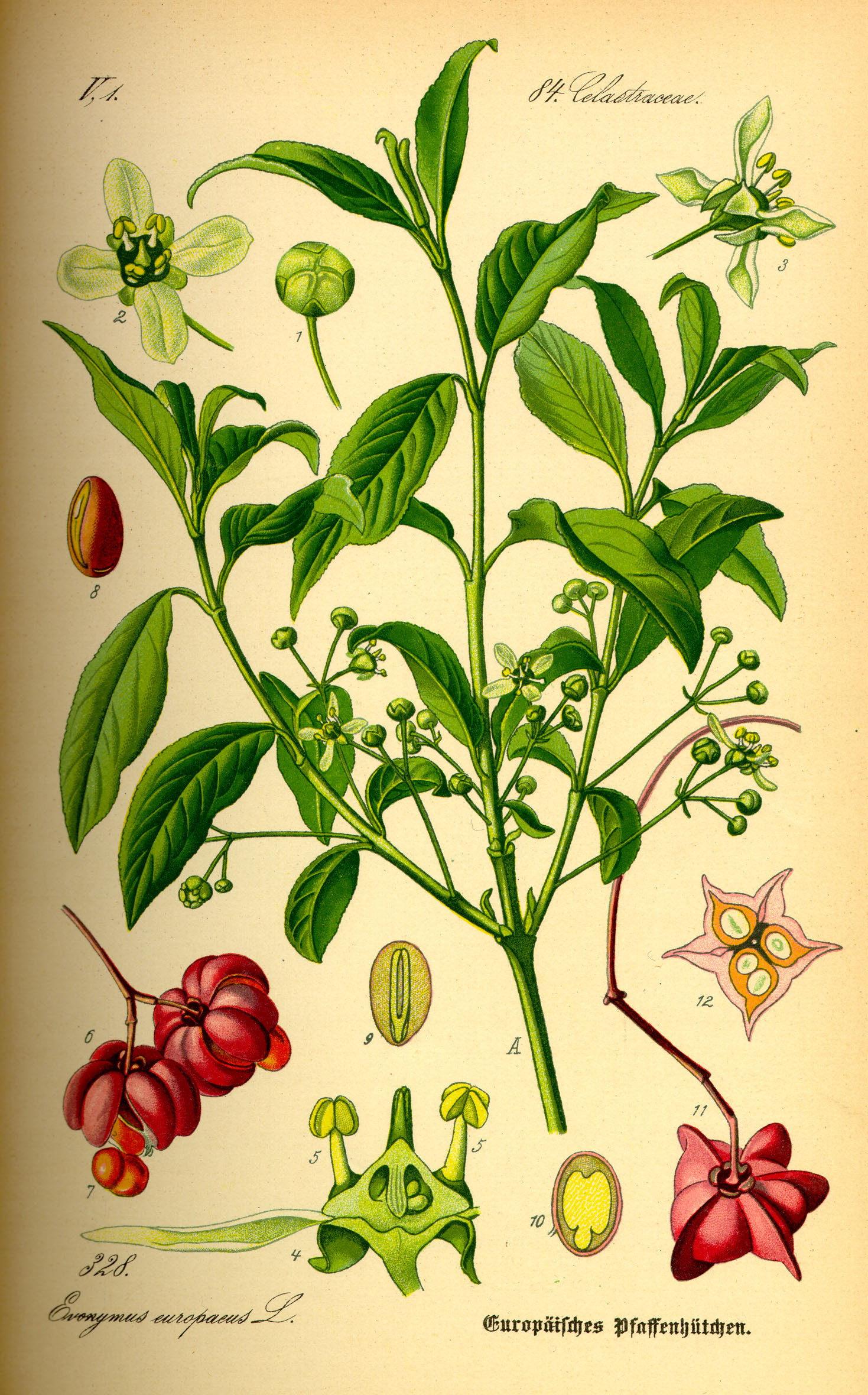
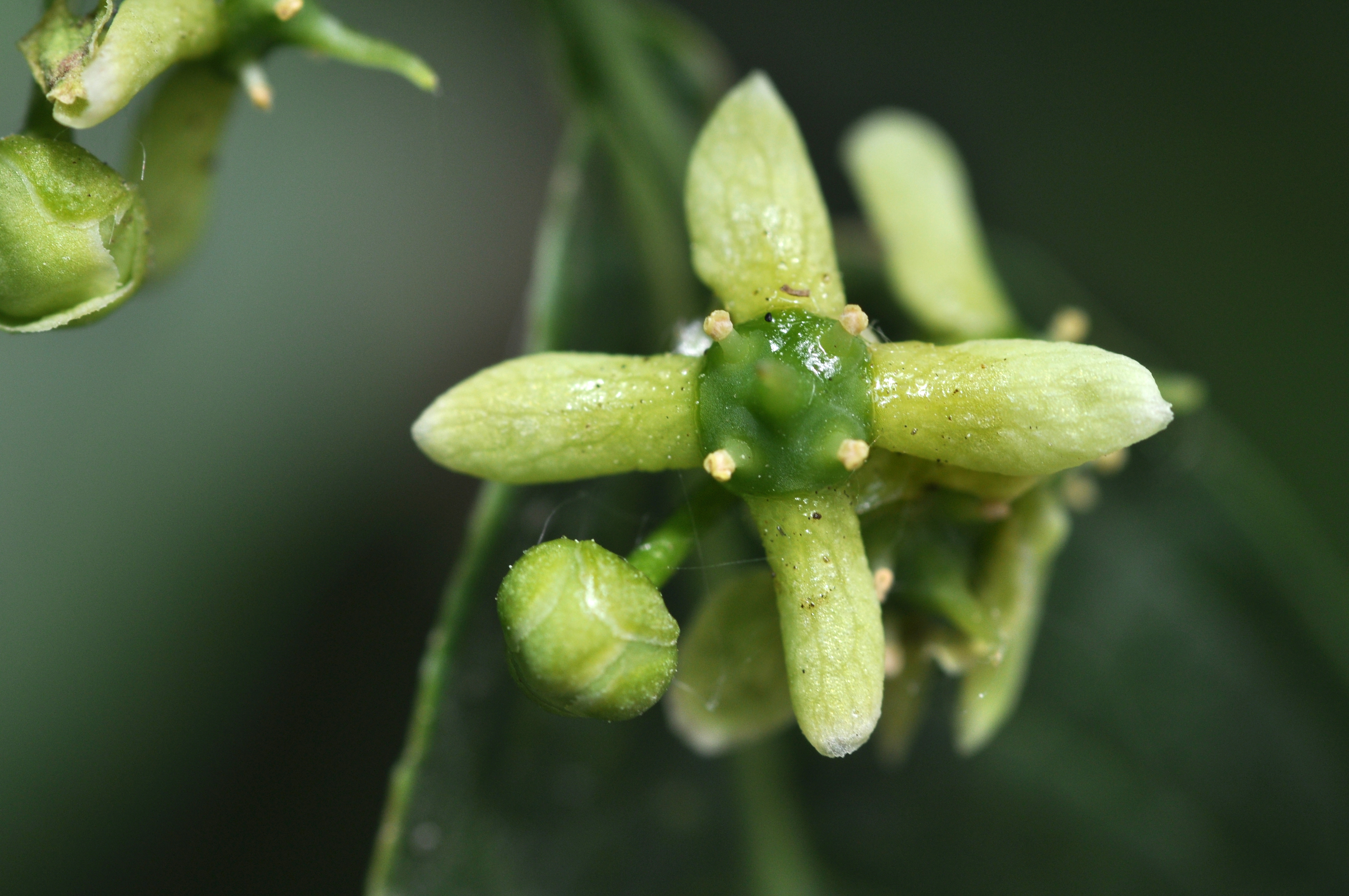
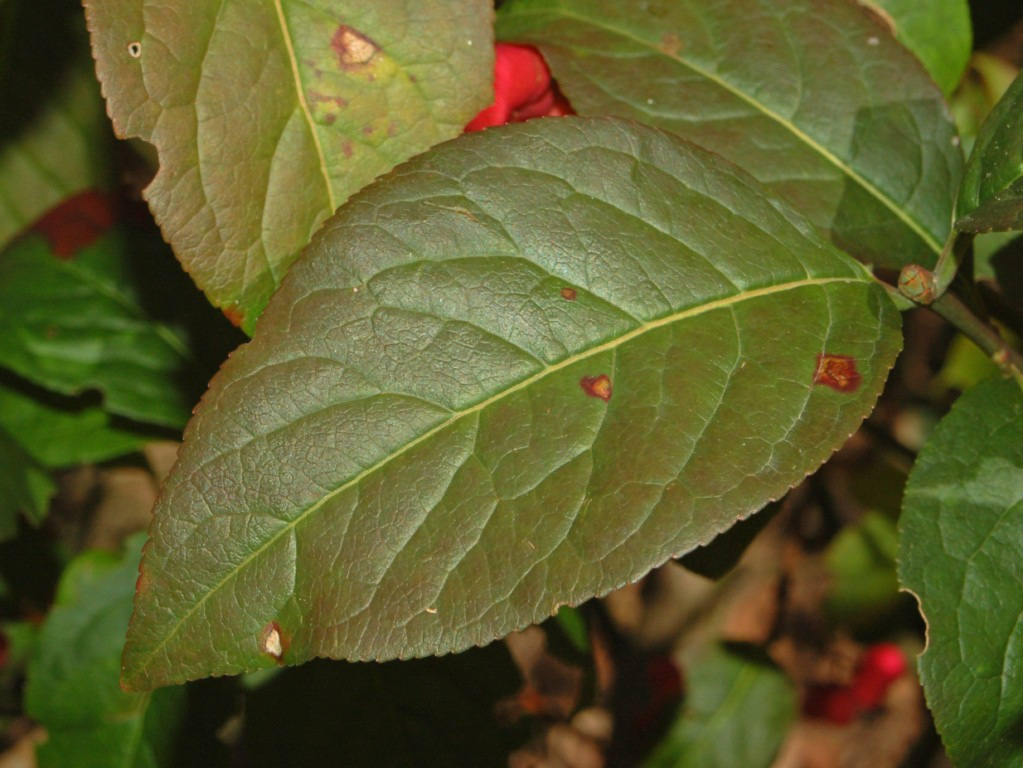
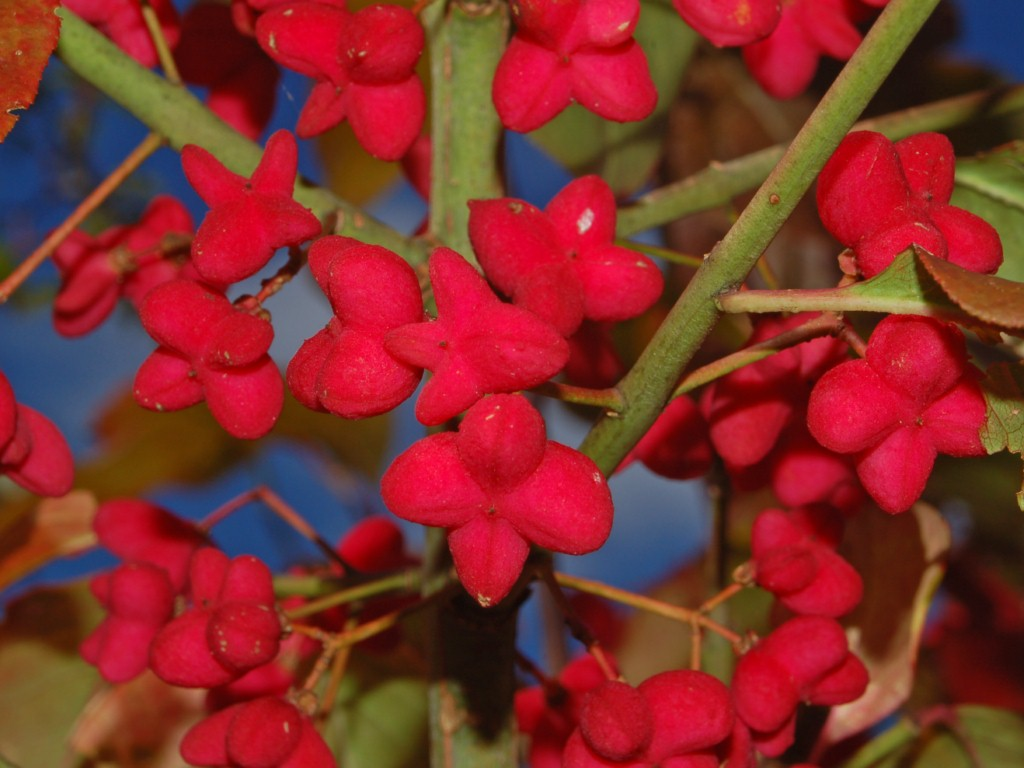